# Liste der Monuments historiques in Villenauxe-la-Grande
Die Liste der Monuments historiques in Villenauxe-la-Grande führt die Monuments historiques in der französischen Gemeinde Villenauxe-la-Grande auf.

## Liste der Immobilien
| Bezeichnung                 | Beschreibung                                   | Standort                          | Kennzeichnung | Schutzstatus | Datum | Bild           |
| --------------------------- | ---------------------------------------------- | --------------------------------- | ------------- | ------------ | ----- | -------------- |
| Wohnhaus                    | 1628 erbaut, rückwärtige Seitenflügel von 1882 | 44 rue du Perrey (Lage)           | PA10000009    | Inscrit      | 1996  | weitere Bilder |
| Kirche St-Jacques-le-Majeur | Kirchturm, 14. Jahrhundert                     | Dival, place Saint-Jacques (Lage) | PA00078308    | Inscrit      | 1927  | weitere Bilder |
| Kirche St-Pierre-et-St-Paul | ab dem 13. Jahrhundert                         | Place Georges Clemenceau (Lage)   | PA00078307    | Classé       | 1840  | weitere Bilder |

## Liste der Objekte
| Bezeichnung                               | Beschreibung                                                                                      | Standort                                  | Kennzeichnung | Schutzstatus | Datum | Bild |
| ----------------------------------------- | ------------------------------------------------------------------------------------------------- | ----------------------------------------- | ------------- | ------------ | ----- | ---- |
| Skulptur Heiliger Rochus                  | Holz, farbig gefasst, übertüncht, erste Hälfte des 17. Jahrhunderts                               | in der Kirche St-Pierre-et-St-Paul (Lage) | PM10004075    | Inscrit      | 1974  |      |
| Gemälde Rosenkranzsymbole                 | Ölfarbe auf Leinwand, 1754; Verbleib unbekannt                                                    | in der Kirche St-Pierre-et-St-Paul (Lage) | PM10004078    | Inscrit      | 1974  |      |
| Gemälde Anbetung der Könige (1)           | Ölfarbe auf Leinwand, 17. Jahrhundert; Verbleib unbekannt                                         | in der Kirche St-Pierre-et-St-Paul (Lage) | PM10004081    | Inscrit      | 1994  |      |
| Kirchenbank für die Gemeindevorsteher     | Holz, 18. Jahrhundert                                                                             | in der Kirche St-Pierre-et-St-Paul (Lage) | PM10002922    | Classé       | 1974  |      |
| Zwei Zelebrantenstühle                    | Holz, Gusseisen, 18. Jahrhundert                                                                  | in der Kirche St-Pierre-et-St-Paul (Lage) | PM10002918    | Classé       | 1974  |      |
| Zwei Kredenzen                            | Holz, farbig gefasst und vergoldet, Marmor, zweite Hälfte des 18. Jahrhunderts                    | in der Kirche St-Pierre-et-St-Paul (Lage) | PM10002920    | Classé       | 1974  |      |
| Orgel                                     | Haupteintrag für PM10004072                                                                       | in der Kirche St-Pierre-et-St-Paul (Lage) | PM10004999    | Inscrit      | 1974  |      |
| Orgelempore und -prospekt                 | Prospekt von 1626, 1845 verändert; Empore, 1845                                                   | in der Kirche St-Pierre-et-St-Paul (Lage) | PM10004072    | Inscrit      | 1974  |      |
| Windfang                                  | Eichenholz, 17. Jahrhundert                                                                       | in der Kirche St-Pierre-et-St-Paul (Lage) | PM10004074    | Inscrit      | 1974  |      |
| Kirchengestühl                            | Holz, 16. Jahrhundert                                                                             | in der Kirche St-Pierre-et-St-Paul (Lage) | PM10004086    | Inscrit      | 1974  |      |
| Skulptur eines Bischofs                   | Holz, übertüncht, 17. Jahrhundert                                                                 | in der Kirche St-Pierre-et-St-Paul (Lage) | PM10002911    | Classé       | 1974  |      |
| Kanzel                                    | Holz, 17. oder 18. Jahrhundert                                                                    | in der Kirche St-Pierre-et-St-Paul (Lage) | PM10002917    | Classé       | 1974  |      |
| Reliquiar                                 | Holz, farbig gefasst und vergoldet, 17. Jahrhundert                                               | in der Kirche St-Pierre-et-St-Paul (Lage) | PM10002916    | Classé       | 1974  |      |
| Wandgemälde Martyrium der heiligen Agatha | aus dem 16. Jahrhundert                                                                           | in der Kirche St-Pierre-et-St-Paul (Lage) | PM10004082    | Inscrit      | 1974  |      |
| Gemälde Heiliger Hieronymus               | Ölfarbe auf Leinwand, 17. Jahrhundert                                                             | in der Kirche St-Pierre-et-St-Paul (Lage) | PM10004083    | Inscrit      | 1974  |      |
| Wandvertäfelung                           | Holz, grau gefasst und vergoldet, zweite Hälfte des 18. Jahrhunderts; aus dem Schloss von Anglure | in der Kirche St-Pierre-et-St-Paul (Lage) | PM10002913    | Classé       | 1974  |      |
| Gemälde Porträt von Ludwig XV.            | Ölfarbe auf Leinwand,1725; nach Hyacinthe Rigaud                                                  | in der Mairie (Lage)                      | PM10002924    | Classé       | 1980  |      |
| Gemälde Heiliger Antonius                 | Ölfarbe auf Leinwand, 17. Jahrhundert                                                             | in der Kirche St-Pierre-et-St-Paul (Lage) | PM10004076    | Inscrit      | 1974  |      |
| Gemälde Beweinung Christi                 | Ölfarbe auf Leinwand, 18. Jahrhundert; nach Jacopo Bassano; Verbleib unbekannt                    | in der Kirche St-Pierre-et-St-Paul (Lage) | PM10004080    | Inscrit      | 1974  |      |
| Gemälde Heilige Familie                   | Ölfarbe auf Leinwand, 18. Jahrhundert                                                             | in der Kirche St-Pierre-et-St-Paul (Lage) | PM10004084    | Inscrit      | 1994  |      |
| Chorschranke                              | Holz, Schmiedeeisen, vergoldet, 18. und 19. Jahrhundert                                           | in der Kirche St-Pierre-et-St-Paul (Lage) | PM10004073    | Inscrit      | 1974  |      |
| Taufbecken                                | Marmor, Kupfer, 17. Jahrhundert                                                                   | in der Kirche St-Pierre-et-St-Paul (Lage) | PM10002912    | Classé       | 1974  |      |
| Gemälde Berufung des Petrus               | Ölfarbe auf Holz, 17. Jahrhundert, Jacques de Létin zugeschrieben                                 | in der Kirche St-Pierre-et-St-Paul (Lage) | PM10002923    | Classé       | 1988  |      |
| Gemälde Agar und Ismael in der Wüste      | Ölfarbe auf Leinwand, 17. Jahrhundert; Verbleib unbekannt                                         | in der Kirche St-Pierre-et-St-Paul (Lage) | PM10004077    | Inscrit      | 1974  |      |
| Gemälde Martyrium der heiligen Agatha     | Ölfarbe auf Leinwand, 18. Jahrhundert                                                             | in der Kirche St-Pierre-et-St-Paul (Lage) | PM10004079    | Inscrit      | 1974  |      |
| Gemälde Anbetung der Könige (2)           | Ölfarbe auf Leinwand, 18. Jahrhundert                                                             | in der Kirche St-Pierre-et-St-Paul (Lage) | PM10004085    | Inscrit      | 1974  |      |
| Gemälde Mariä Himmelfahrt                 | Ölfarbe auf Holz, 1634                                                                            | in der Kirche St-Pierre-et-St-Paul (Lage) | PM10002919    | Classé       | 1974  |      |
| Relief Sechs Apostel                      | Kalkstein, Ende des 12. Jahrhunderts; aus der Klosterkirche von Nesle-la-Reposte                  | in der Kirche St-Pierre-et-St-Paul (Lage) | PM10002910    | Classé       | 1970  |      |
| Skulptur Christus in der Rast             | Holz, farbig gefasst, 16. Jahrhundert                                                             | in der Kirche St-Pierre-et-St-Paul (Lage) | PM10002914    | Classé       | 1974  |      |
| Lesepult                                  | Schmiedeeisen, vergoldet, 18. Jahrhundert                                                         | in der Kirche St-Pierre-et-St-Paul (Lage) | PM10002915    | Classé       | 1974  |      |
| Pietà                                     | Gips, 1926 von Alfred Boucher                                                                     | in der Kirche St-Pierre-et-St-Paul (Lage) | PM10000201    | Classé       | 2006  |      |
| Skulptur Heilige Margaretha               | Kalkstein, farbig gefasst, Ende des 16. Jahrhunderts                                              | in der Kirche St-Pierre-et-St-Paul (Lage) | PM10002909    | Classé       | 1908  |      |
| Hauptaltar                                | Altartisch; Marmor, Holz, 1770                                                                    | in der Kirche St-Pierre-et-St-Paul (Lage) | PM10002921    | Classé       | 1974  |      |